# Мессенські війни
Мессенські війни — військові конфлікти між спартанцями та ілотами у Античній Греції. Відомо про три Мессенські війни. Усі вони
закінчились перемогою Спарти.